# Alexandr Uexküll-Gyllenband
Alexander August hrabě Uexküll-Gyllenband (uváděn též jako Üxküll) (německy Alexander August Rudolf Leopold Friedrich Reichsgraf von Uexküll-Gyllenband) (2. října 1836 Postupim – 13. července 1915 Berchtesgaden) byl rakousko-uherský generál z německé šlechtické rodiny švédského původu. Do c. k. armády vstoupil v roce 1854 a zúčastnil se několika válečných tažení. Byl dlouholetým pobočníkem císaře Františka Josefa, uplatnil se jako diplomat a několik let sloužil jako nižší důstojník také v Čechách. V letech 1891–1908 velel postupně čtyřem armádním sborům v Košicích, Krakově, Vídni a Budapešti. V roce 1895 dosáhl hodnosti generála jezdectva a v roce 1909 byl jmenován členem Panské sněmovny. V závěru kariéry zastával čestnou hodnost velitele jedné z císařských gard (1909–1915). Byl nositelem více než třiceti rakouských a zahraničních vyznamenání a v rámci rakousko-uherské generality patřil k nejčastěji vyznamenávaným důstojníkům. Jeho prasynovcem byl plukovník Claus Schenk von Stauffenberg, hlavní aktér atentátu na Adolfa Hitlera (1944).

## Životopis

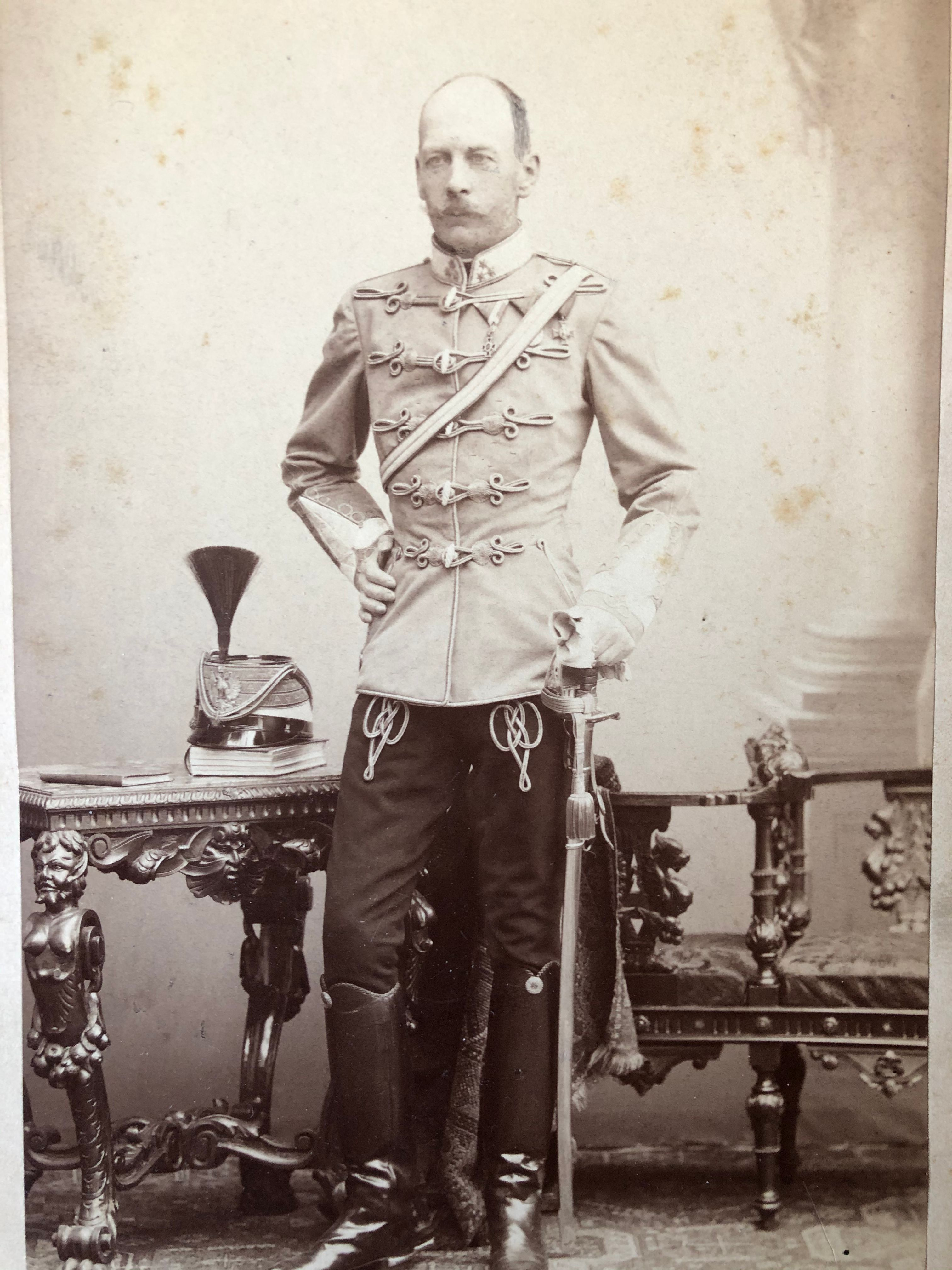
Alexander Uexküll-Gyllenband v uniformě generála jezdectva

Pocházel ze šlechtického rodu původem ze Švédska, později usazeného v Německu (od roku 1790 rodině náležel říšský hraběcí titul). Narodil se jako starší syn hraběte Rudolfa Uexküll-Gyllenbanda (1809–1879), nejvyššího hofmistra Württemberského království. Alexandr původně studoval na gymnáziu ve Stuttgartu, vojenskou přípravou prošel v Mohuči a do rakouské armády vstoupil jako kadet v roce 1854. V roce 1857 byl poručíkem u 2. hulánského pluku a v hodnosti nadporučíka byl v roce 1859 zařazen do sboru císařských pobočníků. Jako pobočník Františka Josefa se během války se Sardinií zúčastnil bitvy u Solferina (1859). V roce 1861 byl povýšen na rytmistra a v roce 1866 bojoval v bitvě u Hradce Králové, v závěru prusko-rakouské války byl účastníkem bitvy u Lamače. V letech 1866–1867 si doplnil vzdělání na Vysoké válečné škole (K.u.k. Kriegschule) ve Vídni.

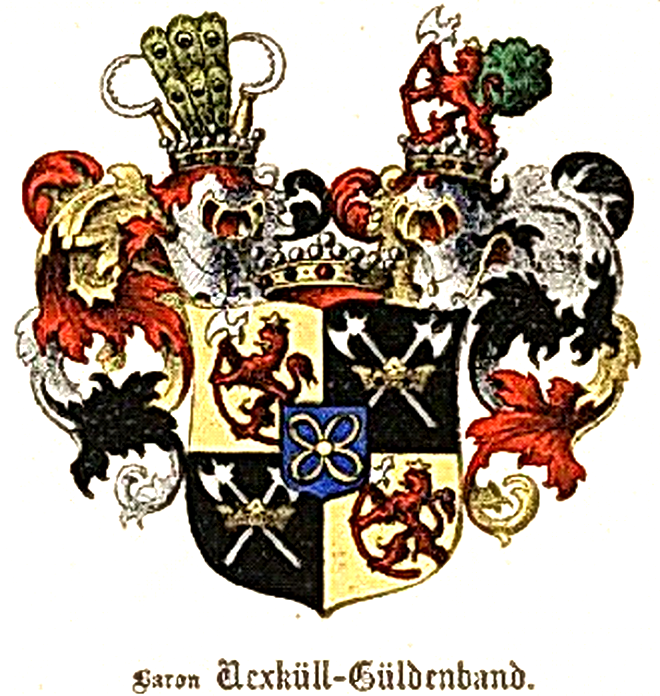
Erb rodu Uexküll-Gyllenband

Jako císařský pobočník doprovázel Františka Josefa na cestě přes Řecko a Turecko ke slavnostnímu otevření Suezského průplavu (1869) a dále postupoval v hodnostech (major 1869, podplukovník 1873). I jako císařský pobočník stále patřil ke 2. hulánskému pluku, až jako podplukovník od roku 1873 sloužil u 14. pluku dragounů v Písku, později byl přeložen do Köszegu. V roce 1876 byl povýšen na plukovníka a převzal velení 14. pluku dragounů (1876–1880). Se svým regimentem se v roce 1878 zúčastnil okupace Bosny a Hercegoviny. V letech 1880–1882 zastával funkci vojenského zplnomocněnce na rakousko-uherském velvyslanectví v Petrohradě.
Po návratu z Ruska byl v roce 1882 povýšen na generálmajora a převzal velení 13. jezdecké brigády v Záhřebu. V roce 1887 dosáhl hodnosti polního podmaršála a stal se velitelem jezdecké divize nejprve ve Vídni (1887–1888), poté ve Lvově (1888–1891). V letech 1891–1893 byl velitelem 6. armádního sboru v Košicích, poté v letech 1893–1894 velel 1. armádního sboru v Krakově. V roce 1895 dosáhl hodnosti generála jezdectva a v letech 1894–1905 byl velitelem 2. armádního sboru ve Vídni, respektive zemským velitelem pro Dolní Rakousko a jižní Moravu, zároveň velel ve Vídni sboru c. k. zeměbrany. Aktivní kariéru završil jako velitel 4. armádního sboru v Budapešti, respektive zemský velitel v Uhrách (1905–1908), od roku 1905 byl také jedním z generálních inspektorů armády. Od roku 1909 do smrti zastával čestnou hodnost kapitána jedné z císařských gard (Gardekapitän von kaiserliche und königliche Leibgarde-Reitereskadron). Zemřel v Berchtesgadenu po krátké nemoci 13. července 1915 ve věku 78 let poté, co v rakousko-uherské armádě odsloužil 61 let.
Jeho mladší bratr Alfred (1838–1877) sloužil také v rakousko-uherské armádě a uplatnil se jako diplomat (působil jako vojenský atašé v Berlíně, Paříži a Římě). Alfredova dcera Karoline (1875–1956) se provdala do rodu Schenků ze Stauffenbergu a jejím synem byl plukovník Claus Schenk von Stauffenberg (1907–1944), iniciátor atentátu na Adolfa Hitlera (1944). Za účast na spiknutí byl kromě Stauffenberga popraven i jeho strýc Nikolaus von Uexküll-Gyllenband (1877–1944), který byl do příprav atentátu také zapojen.

## Tituly a ocenění
V roce 1861 získal titul c. k. komořího a jako velitel armádního sboru byl v roce 1891 jmenován c. k. tajným radou s nárokem na oslovení Excelence. Od roku 1891 byl také čestným majitelem husarského pluku č. 16 dislokovaného v Debrecíně. V roce 1909 byl jmenován doživotním členem rakouské Panské sněmovny. Během vojenské kariéry obdržel řadu ocenění, jako pobočník Františka Josefa a později dlouholetý velitel ve Vídni žil dlouhodobě v blízkosti císařského dvora a díky tomu získal mnoho vyznamenání i od cizích panovníků. Mezi rakousko-uherskými generály se tak stal jedním z nejčastěji vyznamenávaných důstojníků.

### Rakousko-Uhersko
- velkokříž Královského uherského řádu svatého Štěpána (1907)
- velkokříž Leopoldova řádu (1899)
- Řád železné koruny I. třídy (1894)
- rytířský kříž Leopoldova řádu (1889)
- Vojenská záslužná medaile (1878)
- Vojenský záslužný kříž (1866) (v roce 1914 při příležitosti 60. výročí služby v armádě uděleny ke kříži brilianty)

### Zahraniční řády a vyznamenání
- Řád černé orlice (Německo) 1911
- velkokříž Vojenského záslužného kříže (Španělsko) 1909
- velkokříž Leopoldova řádu (Belgie) 1904
- velkokříž Řádu meče (Švédsko) 1904
- Domácí řád vendické koruny (Meklenbursko) 1904
- Řád vycházejícího slunce I. třídy (Japonsko) 1902
- Řád bílého orla (Srbsko) 1900
- Řád lva a slunce I. třídy (Persie) 1900
- Řád sv. Alexandra (Bulharsko) 1899
- velkokříž Danebrožského řádu (Dánsko) 1898
- Řád červené orlice I. třídy (Německo) 1896 (1898 k velkokříži uděleny brilianty)
- rytířský kříž Řádu svatého Alexandra Něvského (Rusko) 1896 (1903 ke kříži uděleny brilianty)
- velkokříž Řádu Fridrichova (Württembersko) 1893
- Řád svaté Anny I. třídy s brilianty (Rusko) 1891
- velkokříž Řádu Albrechtova (Sasko) 1889
- velkokříž Řádu rumunské hvězdy (Rumunsko) 1888
- Řád svatého Vladimíra III. třídy (Rusko) 1882
- Řád sv. Stanislava II. třídy (Rusko) 1882
- velkokříž Řádu Isabely Katolické (Španělsko) 1878
- Řád koruny (Německo) 1872
- komandérský kříž Řádu Spasitele (Řecko) 1870
- Řád Osmanie III. třídy (Osmanská říše) 1870
- Královský hohenzollernský domácí řád II. třídy (Prusko) 1870
- Řád Medžidie III. třídy (Osmanská říše) 1869
- Řád červené orlice III. třídy (Prusko) 1864
- rytířský kříž Řádu Adolfa Nasavského 1861